# Bucculatrix xenaula
Bucculatrix xenaula är en fjärilsart som beskrevs av Edward Meyrick 1893. Bucculatrix xenaula ingår i släktet Bucculatrix och familjen kronmalar. Inga underarter finns listade i Catalogue of Life.